# Anagelasta apicalis
Anagelasta apicalis är en skalbaggsart som beskrevs av Maurice Pic 1925. Anagelasta apicalis ingår i släktet Anagelasta och familjen långhorningar.
Artens utbredningsområde är Laos. Inga underarter finns listade i Catalogue of Life.